# Tomasz Dąbrowski (menedżer)
Tomasz Dąbrowski – polski menadżer kultury.

## Życiorys
Ukończył filologię germańską (1999) i prawo (2001) na Uniwersytecie Gdańskim. Stypendysta Fundacja Konrada Adenauera na Christian-Albrecht-Universität w Kilonii (1997–1998). W latach 1999–2002 pracował w Departamencie Współpracy Międzynarodowej i Międzyregionalnej Urzędu Marszałkowskiego Województwa Pomorskiego. Odbył staż w niemieckim Ministerstwie Spraw Zagranicznych w ramach Programu Stypendialnego Fundacji im. Roberta Boscha (2001–2002). Od 2006 do 2013 był dyrektorem Instytutu Polskiego w Berlinie.
Dyrektor Polskiej Komisji Filmowej od 2013. Od 2017 członek Zarządu Międzynarodowego Stowarzyszenia Komisarzy Filmowych (AFCI). Członek Europejskiej Akademii Filmowej oraz sekretarz Rady Polskiego Instytutu Sztuki Filmowej w kadencji 2017–2020.